# Bob Gunton
Robert Patrick Gunton Jr., mais conhecido como Bob Gunton (Santa Monica, 15 de novembro de 1945) é um ator norte-americano.
É conhecido por interpretar vários papéis, como Samuel Norton no filme Um Sonho de Liberdade, Ethan Kanin na série 24 Horas e Leland Owlsley na série Demolidor.

## Filmografia
- The Lazarus Project – Father Ezra (2008)
- Rendition –  Lars Whitman (2007)
- Numb – Dr. Townsend (2007)
- Fracture – Judge Gardner (2007)
- Dead Silence – Edward Ashen (2007)
- Iron Jawed Angels – Presidente Woodrow Wilson (2004)
- I Heart Huckabees – Mr. Silver (2004)
- The Perfect Storm – Alexander McAnally III (2000)
- Running Mates – Terrence Randall (2000)
- Bats – Dr. Alexander McCabe (1999)
- Patch Adams – Dean Walcott (1999)
- Midnight in the Garden of Good and Evil – Finley Largent (1997)
- Broken Arrow – Pritchett (1996)
- Ace Ventura: When Nature Calls – Burton Quinn (1995)
- Dolores Claiborne – Sr. Pease  (1995)
- The Shawshank Redemption – Warden Samuel Norton (1994)
- Demolition Man – Chefe George Earle (1993)
- Father Hood – Lazzaro (1993)
- JFK – TV Newsman (1991)
- Glory – Gen. Harker (1989)
- Cookie – Richie Segretto (1989)
- Matewan – C. E. Lively (1987)
- The Pick-up Artist – Fernando Portacarrero (1987)
- Static – Frank (1985)
- Rollover – Sal Naftari (1981)

## Televisão
- Elementary - Frederick Wentz (2019)
- Daredevil - Leland Owlsley (2015)
- 24: Redemption – Ethan Kanin (2008) (telefilme)
- World War II: Behind Closed Doors  (Documentário da BBC) – Presidente Franklin D Roosevelt (2008)
- Women's Murder Club – Arthur Lazar no episódio "Train in Vain" (2007)
- 24 – Ethan Kanin (2007-2010)
- The Batman – Gordan (2007)
- Pepper Dennis – Dick Dinkle (2006)
- Nip/Tuck – Agente Sagamore (2005)
- Monk – Pai de Trudy, Dwight Ellison (2004)
- Desperate Housewives – Noah Taylor (2004)
- Peacemakers– Mayor Malcolm Smith (2003)
- Greg the Bunny – Junction Jack (2002)
- 61* – Dan Topping (2001)
- The Siege At Ruby Ridge – Bo Gritz (1996)
- Wild Palms – Dr. Tobias Schenkl (1993) (minissérie)
- Star Trek: The Next Generation – Capitão Benjamin Maxwell no episódio The Wounded (1991)